# Louise Armaindo
Louise Armaindo, nacida Louise o Louisa Brisebois o Brisbois (Sainte Anne de Bellevue, 1861? - Montreal, 1900), fue una atleta de fuerza canadiense, trapecista de circo, caminante competitiva y ciclista de biciclo. Pionera del deporte, fue una de las primeras atletas profesionales femeninas canadienses, en las últimas décadas del siglo XIX fue conocida como "la ciclista femenina campeona del mundo".

## Biografía
Louise o Louisa Brisebois o Brisbois nació en Sainte Anne de Bellevue, una pequeña comunidad cerca de Montreal, Canadá. Hay discrepancia con relación al año de nacimiento. La investigadora Ann Hall considera que probablemente nació el 12 de octubre de 1960. Su madre era una forzuda de circo y su padre un viajero. Tenía una hermana llamada Helene, nombre de la madre de Louise.
Empezó su carrera profesional en el mundo del circo como trapecista y como mujer fuerte. A los 18 años podía levantar 760 libras (344,7 kg) en peso muerto. Tenía un artilugio de arnés que le permitía levantar a cuatro hombres del suelo con los dientes. A mediados de la década de 1870 dejó su trabajo en el circo y se fue a Chicago. Armaindo abandonó el trapecio y comenzó a marchar en caminatas, algo extrañamente popular en la década de 1870.
Allí conoció al atleta Tom Eck, compatriota canadiense dedicado al atletismo con un currículum que incluía cricket, atletismo, patinaje, fue también una temporada jockey y finalmente ciclismo profesional siendo el primer hombre en recorrer 100 millas (160,9 km) en menos de seis horas. Eck fue su promotor y tal vez su esposo aunque no hay pruebas de ello. Juntos recorrieron Estados Unidos participando y a veces organizando concursos y demostraciones de caminatas en pista cubierta. Armaindo y Tom Eck regresaron a Chicago. Por esta época, muchos peatones comenzaron a correr en biciclo, incluida ella. Todos los corredores en esos primeros años eran hombres. Pero hacia fines de 1879, San Francisco vio la primera carrera femenina conocida. Tres mujeres, en un concurso de dos horas, cuya ganadora fue declarada “The Champion Lady Bicycle Rider of California”.
Tan pronto como el ciclismo femenino surgió como un deporte remunerado, Louise Armaindo puso los pies en los pedales y aprendió a andar en bicicletas de ruedas altas. En 1881, estaba haciendo espectáculos para la escuela de bicicletas de Wilkinson. Pronto se convirtió en una exitosa corredora de bicicletas, compitiendo contra hombres, mujeres y caballos. En cuestión de meses, lanzó el guante a todas las demás mujeres ciclistas del mundo: su oferta era "poner 100 dólares en el bote y correr 25 millas, o 250 dólares y correr 100 millas". Louise se enfrentó a todos los interesados, pero planteó un desafío particular a la mujer que sería su contraste durante la mayor parte de su carrera deportiva Carrie Kiner, conocida como Elsa von Blumen a la que venció en varias ocasiones.
Ganó al campeón estadounidense Fred Rollinson en tres carreras de 20 millas con biciclo. En 1882, compitió con el ciclista estadounidense John Prince en más de 50 millas. Se le dio una ventaja de cinco millas, pero ambos finalmente se acercaron tanto en la carrera que intercambiaron posiciones varias veces. Prince ganó por aproximadamente un minuto. Armaindo tuvo más éxito cuando corrió contra Elsa von Blumen ese mismo año. Ganó la carrera de campeonato en Ridgeway Park, Filadelfia, convirtiéndose en la campeona femenina de ciclismo.
Armaindo también era conocida por participar en carreras de ciclismo en pista cubierta de varios días, en las que los ciclistas montaban muchas horas al día, y ganaba quien registraba la mayor cantidad de millas durante toda la carrera. En St. Louis recorrió 617,5 millas (1.000 kilómetros) en 72 horas, 12 horas por día durante seis días, en una carrera abierta que ganó. En 1886 ostentaba un récord de 843 millas carreras de este tipo.
Tom Eck además de ser su promotor y socio la golpeaba con frecuencia. Sus ataques se intensificaron llegando al punto de que Louise tuvo que recibir atención médica. Se separaron a finales de 1883.
La carrera y las ganancias de Louise se incrementarion. Armaindo ganó 4.000 dólares con las carreras en 1883.
En 1888 se casó con un holgazán de 23 años llamado Norman Stewart. Sus actuaciones sufrieron un fuerte declive en esa época según su biografía. También sufrió un episodio que empañó especialmente su reputación cuando Louise según los informes golpeó a Norman en una disputa mientras estaban en una casa de huéspedes. La imagen fue perjudicial y provocó comentarios negativos abundando sobre los peligros para las mujeres que se dedicaban al ciclismo. A pesar de ello Chicago reportó 500 mujeres ciclistas en la ciudad en el verano de 1890, aumentando desde cero en 1887.
La última carrera registrada de Louise Armaindo fue en Chicago en 1893. Quedó tercera, habiendo recorrido 416 millas en 48 horas.
Murió en Montreal en 1900 y fue enterrada en el cementerio de Notre Dame Des Neiges. Nunca se ha encontrado una lápida de Louise Armaindo.

## Legado
A fines de la década de 1930, los historiadores del deporte la olvidaron casi por completo. : 4
Fue la profesora emérita Ann Hall de la Universidad de Alberta en Edomonton dedicada a investigar a las primeras deportistas para su libro Muscle on Wheels quien la recuperó para la historia.